# Њу Бејден (Илиноис)
Њу Бејден (енгл. New Baden) град је у америчкој савезној држави Илиноис.

## Демографија
По попису из 2010. године број становника је 3.349, што је 348 (11,6%) становника више него 2000. године.
| Група             | 2000.         | 2010.         |
| Белци             | 2.835 (94,5%) | 2.987 (89,2%) |
| Афроамериканци    | 56 (1,9%)     | 92 (2,7%)     |
| Азијати           | 26 (0,9%)     | 40 (1,2%)     |
| Хиспаноамериканци | 48 (1,6%)     | 147 (4,4%)    |
| Укупно            | 3.001         | 3.349         |